# 蛇島蝮
蛇島蝮（學名：Gloydius shedaoensis）是蛇亞目蝰蛇科蝮亞科亞洲蝮屬下的一個有毒蛇種，主要分布於中國遼東蛇島，沈陽市及大連市等地區也有少量分布。本蛇種是中國的特有種。

## 特徵
蛇島蝮是中國著名的毒蛇之一，其分布地「蛇島」因盛產蛇島蝮而得名。蛇島蝮屬樹棲性蛇類，主要進食鳥類及鼠類等齧齒目動物，相當依賴水源。蛇島蝮體色多以銀色、灰色為基調，配合淺黑色的幼條體紋，頭部雙眼位置有黑色紋帶，此類蛇被稱為「黑眉蝮蛇」。
繁殖方面，蛇島蝮屬於卵胎生的蛇類，母蛇每次約能生產4至5條幼蛇，蛇島蝮在幼蛇階段已備毒性，數月後更能自行捕食。蛇島蝮多活躍於每年的5月及9月左右，該時段為鳥類遷徙的高峰時期，蛇島蝮因時四處覓食；約於冬季時份，蛇島蝮亦會進入冬眠期，此時島上的另一種鼠類褐家鼠會傷害蛇島蝮，並以之為食。由於褐家鼠是蛇島蝮平日的主要食糧之一，因此蛇島上有「蛇吃鼠半年，鼠吃蛇半年」的打趣說法。
蛇島蝮於1979年被趙爾宓正式命名，在此之前蛇島蝮曾一度被誤認為同科蝮亞科亞洲蝮屬的中介蝮（Gloydius intermedius）。蛇島蝮的蛇毒被認為有未知的藥用價值，詳情仍處於研究階段。 目前蛇島蝮已被列入世界自然保護聯盟瀕危物種紅色名錄，據估計，中國目前蛇島蝮的數量尚餘約一萬多條。

## 地理分布
蛇島蝮主要分布於中國遼東的蛇島，在沈陽市及大連市等地區也有少量分布。蛇島蝮是蛇島上唯一的爬蟲類，主要進食島上的鳥類及鼠類，其食物來源不多，是中國保育團體目前較為關注的問題。

## 外部連結
- （英文）TIGR爬蟲類資料庫：蛇島蝮
- 蛇島蝮介紹